# 정성호 (2001년)
정성호(2001년 7월 6일 ~ )는 대한민국의 축구 선수로, 포지션은 스트라이커이다. 현재 안산 그리너스 소속이다.